# Rejencja bydgoska (1815–1920)

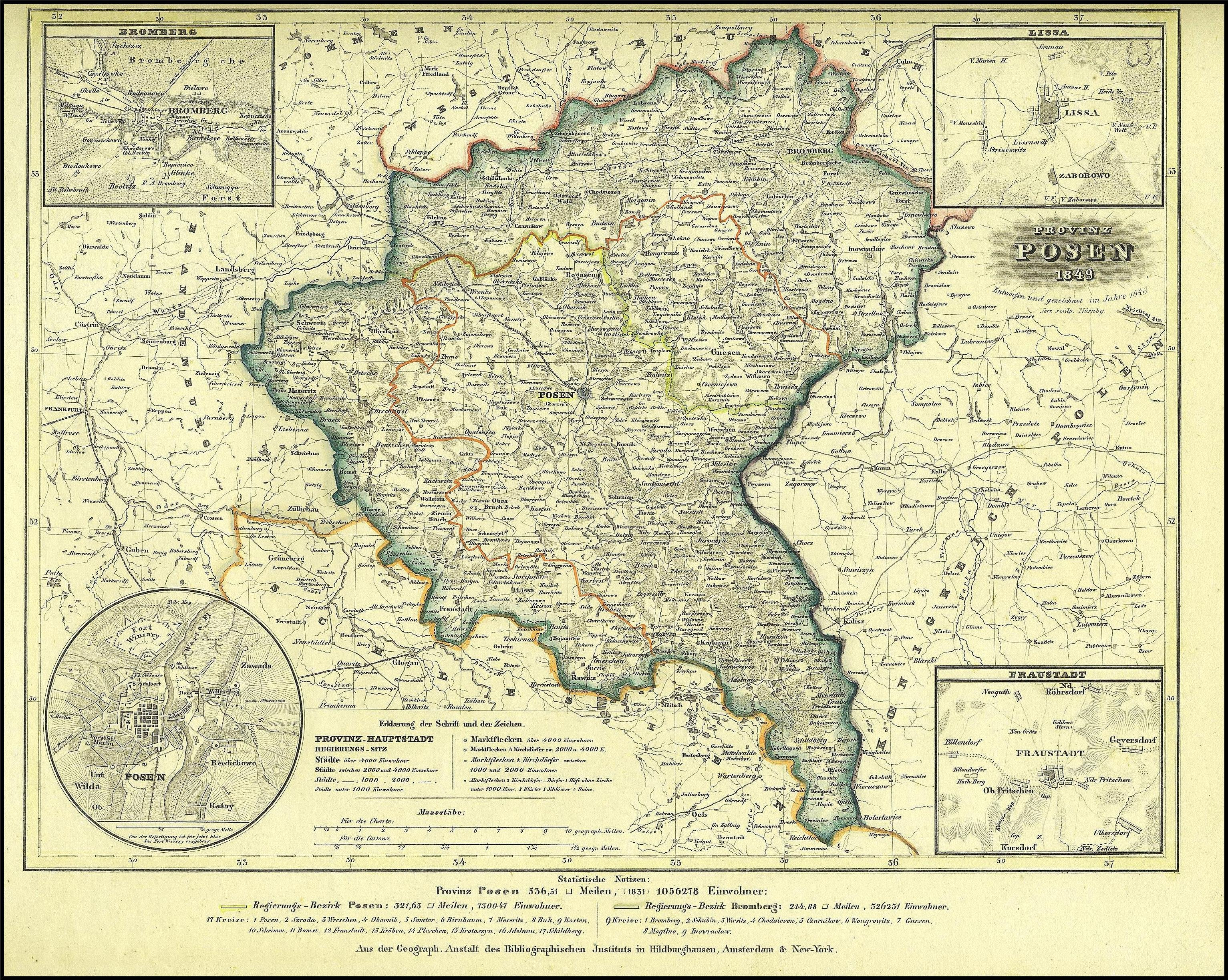
Rejencja Bydgoska na mapie Prowincji Poznańskiej z 1848

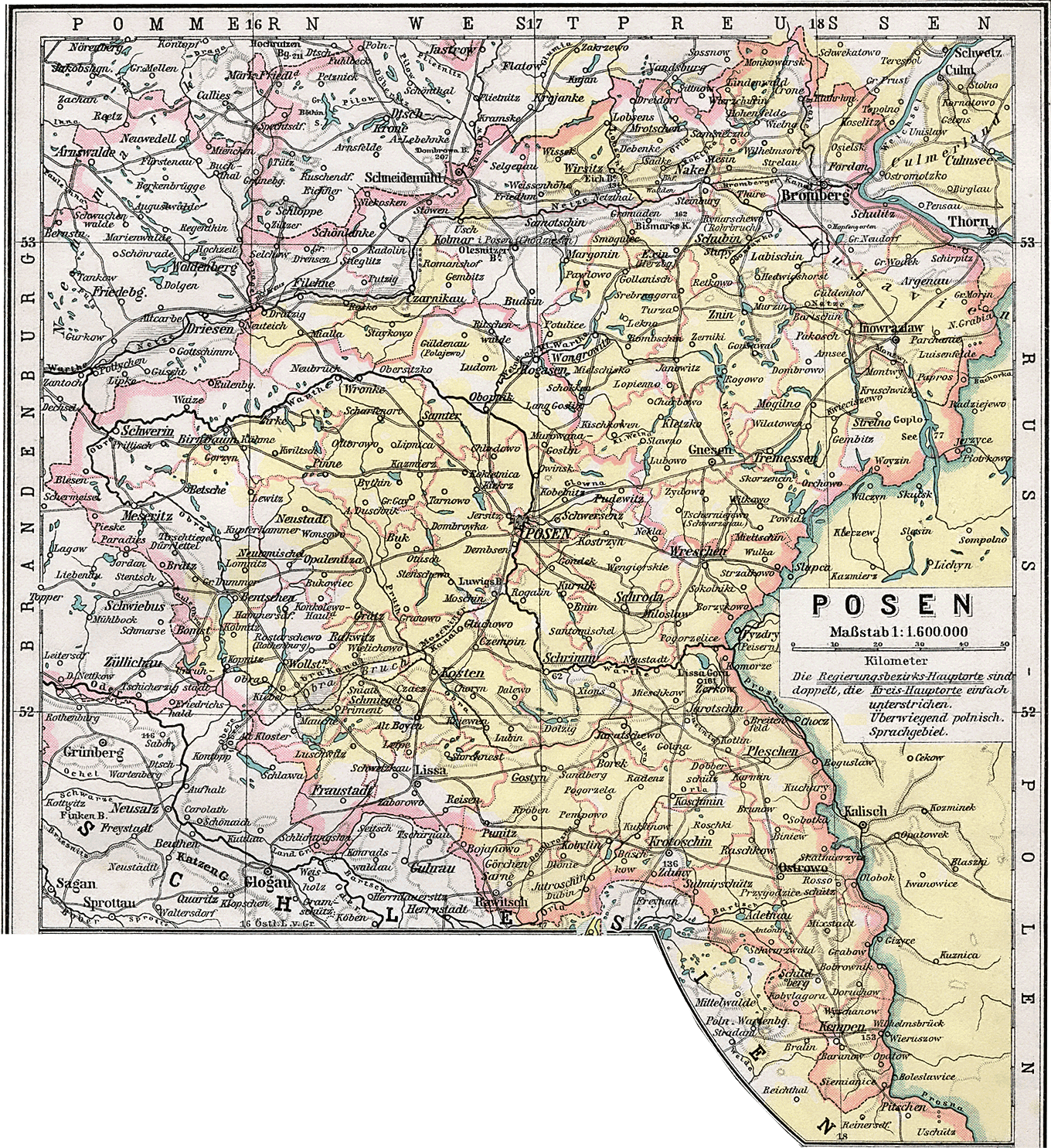
Rejencja Bydgoska na mapie Prowincji Poznańskiej z 1905

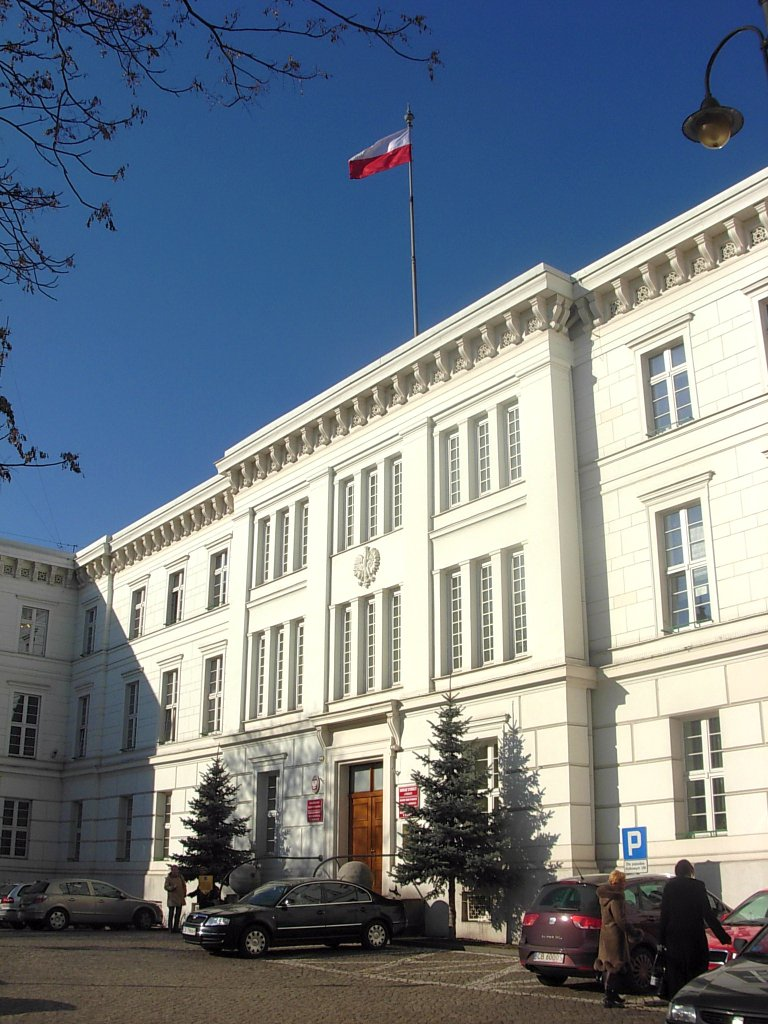
Dawny budynek rejencji w Bydgoszczy, po 1945 r. siedziba Bydgoskiego Urzędu Wojewódzkiego, od 1999 r. mieści Kujawsko-Pomorski Urząd Wojewódzki

Rejencja bydgoska (niem. Regierungsbezirk Bromberg) – rejencja Wielkiego Księstwa Poznańskiego i Prowincji Poznańskiej, istniejąca w latach 1815–1920 ze stolicą w Bydgoszczy.

## Charakterystyka
Rejencja bydgoska powstała formalnie 15 maja 1815 r. z chwilą wydania przez króla Prus Fryderyka Wilhelma III patentu okupacyjnego, wcielającego zachodnie ziemie Księstwa Warszawskiego do Prus i tworzący Wielkie Księstwo Poznańskie. W Wielkim Księstwie Poznańskim istniały dwa obwody rejencyjne – oprócz bydgoskiego utworzono również rejencję poznańską.
Obwód bydgoski obejmował fragment dawnego departamentu bydgoskiego, bez powiatów leżących na prawym brzegu Wisły (toruński, michałowski i chełmiński), które zostały przyłączone do prowincji Prusy Zachodnie, rejencji kwidzyńskiej oraz powiatów południowych (brzeski, kowalski, radziejowski), które pozostały w Królestwie Polskim pod kontrolą Cesarstwa Rosyjskiego.
1 lipca 1815 r. rozpoczęła w Bydgoszczy działalność królewsko-pruska komisja rejencyjna, zaś miesiąc później ukazał się pierwszy numer „Dziennika Urzędowego” (niem. Amtsblatt) jako organu rejencji. W tym momencie obowiązywał już nowy podział administracyjny, wedle którego początkowo w skład rejencji bydgoskiej wchodziło sześć powiatów.
Z chwilą zatwierdzenia organizacji urzędu przez Fryderyka Wilhelma III, komisja przekształciła się w kolegium i wraz ze wszystkimi zatrudnionymi urzędnikami utworzyła Królewsko-Pruską Rejencję (niem. Königliche Preussische Regierung). Obok prezydenta, wiceprezydenta i dyrektora regencji, zatrudnionych tutaj było 13 radców regencyjnych, naczelny lustrator lasów, dwóch radców konsystorialnych (katolicki i ewangelicki) i wielu innych płatnych urzędników. W 1820 roku liczba ich wynosiła 81, a w późniejszych latach znacznie wzrosła. Władze rejencyjne od samego początku podlegały ministrom pruskim. Prezydent rejencji bydgoskiej wchodził w skład Zarządu Wielkiego Księstwa Poznańskiego.
Zakres prac Królewsko-Pruskiej rejencji w Bydgoszczy był dosyć szeroki. Ustanowiono dwa oddziały, z których pierwszy zajmował się początkowo w trzech, a potem w czterech działach następującymi sprawami:
- sprawami wewnętrznymi – badaniem nastrojów, cenzurą, publikacjami, wydawaniem dzienników urzędowych;
- działalnością policji – zapewnianiem bezpieczeństwa, nadzorem nad ubogimi i organizacjami;
- sprawami wojskowymi – rekrutacją, mobilizacją, urządzeniami obronnymi;
- sprawami kościołów i szkół, a także komisji sanitarnych;

W drugim oddziale znajdowały się trzy działy, zajmujące się:
- wpływami finansowymi z różnych instytucji i urządzeń, a także z domen, dóbr, leśnictw i żup;
- sprawami policji przemysłowej, mającej nadzór nad fabrykami, warsztatami rzemieślniczymi, handlem i organizacjami zawodowymi;
- administracją i budownictwem wodnym.

Władzom rejencyjnym podlegało początkowo sześć, a później dziewięć landratur, tyleż lekarzy powiatowych, a od 1829 r. także weterynarzy powiatowych, dwóch dyrektorów podatkowych, ponad 20 Urzędów Domenalnych, Urząd Intendentury, cztery nadleśnictwa, urzędnicy budowlani, naczelnicy policji w Bydgoszczy i Gnieźnie oraz władze kościelne. Landratury sprawowały głównie nadzór nad sprawami szkolnymi, kościelnymi i policyjnymi w powiatach. W landraturze bydgoskiej zatrudnieni byli m.in.: sekretarz powiatowy, skarbnik, poborca podatków i inni urzędnicy.
Z Królewsko-Pruską Rejencją związana była także obecność w mieście innych urzędów m.in.:
- urzędu pocztowego, któremu podlegały powiatowe stacje pocztowe na obszarze rejencji;
- głównego Urzędu Celnego;
- Królewskiego Urzędu Prowiantowego.

Od 1 marca 1817 r. wprowadzono nową organizację sądownictwa, związaną pośrednio z podziałem administracyjnym. Sądy pruskie w Prowincji Poznańskiej dzieliły się na:
- sądy pokoju – I instancja;
- sądy ziemskie – II instancja;
- wyższy sąd apelacyjny w Poznaniu – III instancja.

Poza tym istniały Inkwizytoriaty jako władze śledcze.
W początkowym okresie istnienia rejencji, na prezesów sądów oraz landratur powoływano wielu Polaków, głównie ze stanu szlacheckiego. Ludność całej rejencji bydgoskiej w 1821 r. sięgała 290 tys. osób, z tego 25% zamieszkiwało w miastach. W 1846 r. obszar rejencji zamieszkiwało 460 tys. osób, a w przededniu I wojny światowej sama Bydgoszcz z przedmieściami liczyła 100 tys. osób.

## Podział administracyjny
Rejencja dzieliła się na następujące powiaty:

### 1815–1818
- Powiaty ziemskie
  - Powiat Bromberg (Bydgoszcz)
  - Powiat Czarnikau (Czarnków)
  - Powiat Gnesen (Gniezno)
  - Powiat Inowrazlaw (Inowrocław)
  - Powiat Wirsitz (Wyrzysk)
  - Powiat Wongrowiec (Wągrowiec)

### 1818–1887
- Powiaty grodzkie
  - Bromberg (Bydgoszcz)

- Powiaty ziemskie
  - Powiat Bromberg (Bydgoszcz)
  - Powiat Chodziesen (Chodzież)
  - Powiat Czarnikau (Czarnków)
  - Powiat Gnesen (Gniezno)
  - Powiat Inowrazlaw (Inowrocław)
  - Powiat Mogilno (Mogilno)
  - Powiat Schubin (Szubin)
  - Powiat Wirsitz (Wyrzysk)
  - Powiat Wongrowitz (Wągrowiec)

### 1887–1920
- Powiaty grodzkie
  - Bromberg (Bydgoszcz)
  - Schneidemühl (Piła)

- Powiaty ziemskie
  - Powiat Bromberg (Bydgoszcz)
  - Powiat Czarnikau (Czarnków)
  - Powiat Filehne (Wieleń)
  - Powiat Gnesen (Gniezno)
  - Powiat Hohensalza (Inowrocław)
  - Powiat Kolmar i. Posen (Chodzież)
  - Powiat Mogilno (Mogilno)
  - Powiat Schubin (Szubin)
  - Powiat Strelno (Strzelno)
  - Powiat Wirsitz (Wyrzysk)
  - Powiat Witkowo (Witkowo)
  - Powiat Wongrowitz (Wągrowiec)
  - Powiat Znin (Żnin)

## Siedziba
Urząd rejencji bydgoskiej początkowo mieścił się w gmachu przy Starym Rynku wzniesionym w latach 1775–1778 dla władz Obwodu Nadnoteckiego. W latach 30. XIX wieku rozpoczęto budowę nowej siedziby na terenie dawnego folwarku starościńskiego Grodztwo. Nowy gmach municypalny był początkiem przekształcenia przedmieścia Grodztwo na nową dzielnicę administracyjną i oświatową Bydgoszczy w II połowie XIX wieku.
Ostatecznie nowy budynek administracyjny powstał w latach 1834–1836 w stylu klasycystycznym według projektu miejscowego radcy budowlanego Carla Adlera, skorygowanego przez Friedricha Obucha oraz Karla Friedricha Schinkla. Gmach później wielokrotnie rozbudowywano: m.in. w latach 1863–1864 o ryzality boczne, a w latach 1898–1900, m.in. o skrzydła narożne według planów radcy budowlanego von Bussego.

## Prezydenci rejencji bydgoskiej
| Lata urzędowania | Prezydent                     | Uwagi |
| 1815–1821        | Joseph von Stein-Kamieński    | pochodził z rodziny o polskim rodowodzie, Honorowy Obywatel Bydgoszczy od 3 października 1821 r. |
| 1821–1825        | Kozierowski                   | |
| 1825–1831        | Ludwig von Colomb             | |
| 1831–1841        | Carl von Wissmann             | Honorowy Obywatel Bydgoszczy od 7 września 1833 r., założyciel Towarzystwa Upiększania Miasta i parku na Wzgórzu Dąbrowskiego |
| 1842–1849        | Johann Eduard von Schleinitz  | prezydent rejencji w Koblencji (1837–1842), nadprezydent Prowincji Śląsk (1848–1869) |
| 1850–1864        | Julius von Schleinitz         | poseł do sejmu pruskiego, Honorowy Obywatel Bydgoszczy od 7 marca 1864 r. |
| 1864–1870        | Johann Naumann                | poprzednio prezydent rejencji w Koszalinie (1857–1864), założyciel parku przy ul. Seminaryjnej |
| 1870–1873        | Friedrich Maurach             | poprzednio prezydent rejencji w Gąbinie (1863–1870) |
| 1873–1881        | Anton von Wegnern             | poprzednio wiceprezydent rejencji w Poznaniu (1869–1873) |
| 1881–1899        | Christoph von Tiedemann       | szef Kancelarii Rzeszy (1878–1881), współpracownik kanclerza Ottona von Bismarcka, poseł do sejmu pruskiego (1879–1903) i Reichstagu (1898–1906)                                                                                  |
| 1899–1900        | Theobald von Bethmann-Hollweg | kanclerz Niemiec i premier Prus (1909–1917) |
| 1900–1901        | Alfred von Conrad             | poseł do sejmu pruskiego (1888–1899), pracownik Kancelarii Rzeszy w Berlinie, nadprezydent prowincji Brandenburgia (1910–1914) |
| 1901–1903        | Francis Kruse                 | prezydent rejencji w Minden (1903–1909), prezydent rejencji w Düsseldorf (1909–1919) |
| 1903–1917        | Georg von Günther             | syn nadprezydenta Prowincji Poznańskiej Wiliama von Günthera, pracownik ministerstwa Finansów w Berlinie (1892–1903) |
| 1917–1920        | Friedrich von Bülow           | 1919–1920 także p.o. nadprezydenta Prowincji Poznańskiej i prezydenta rejencji poznańskiej; późniejszy nadprezydent prowincji Marchia Graniczna Poznańsko-Zachodniopruska i prezydent rejencji pilskiej (1922–1933, do emerytury) |